# Petri-Pauli-Kirche (Bad Münder am Deister)

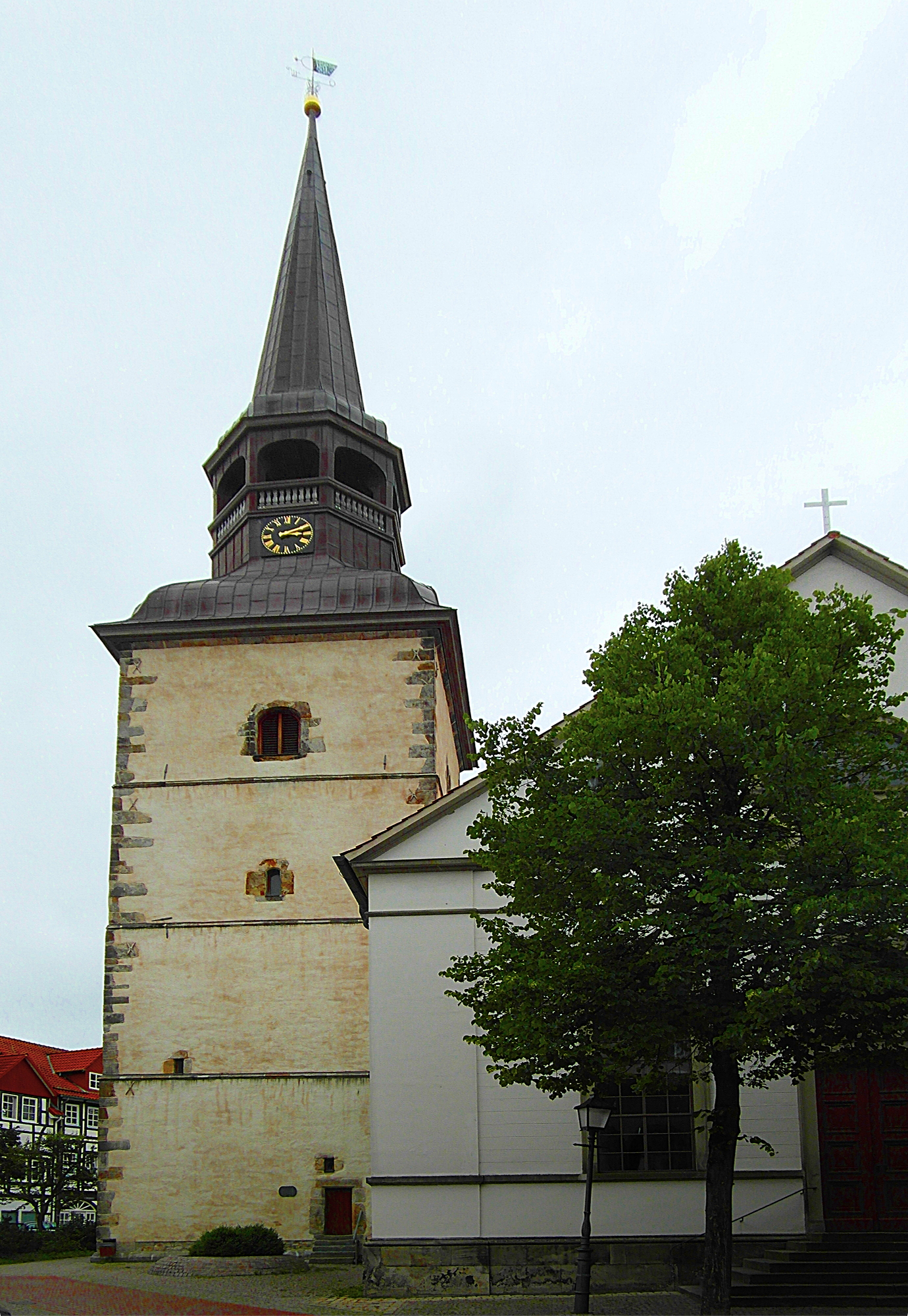
Turm der Petri-Pauli-Kirche

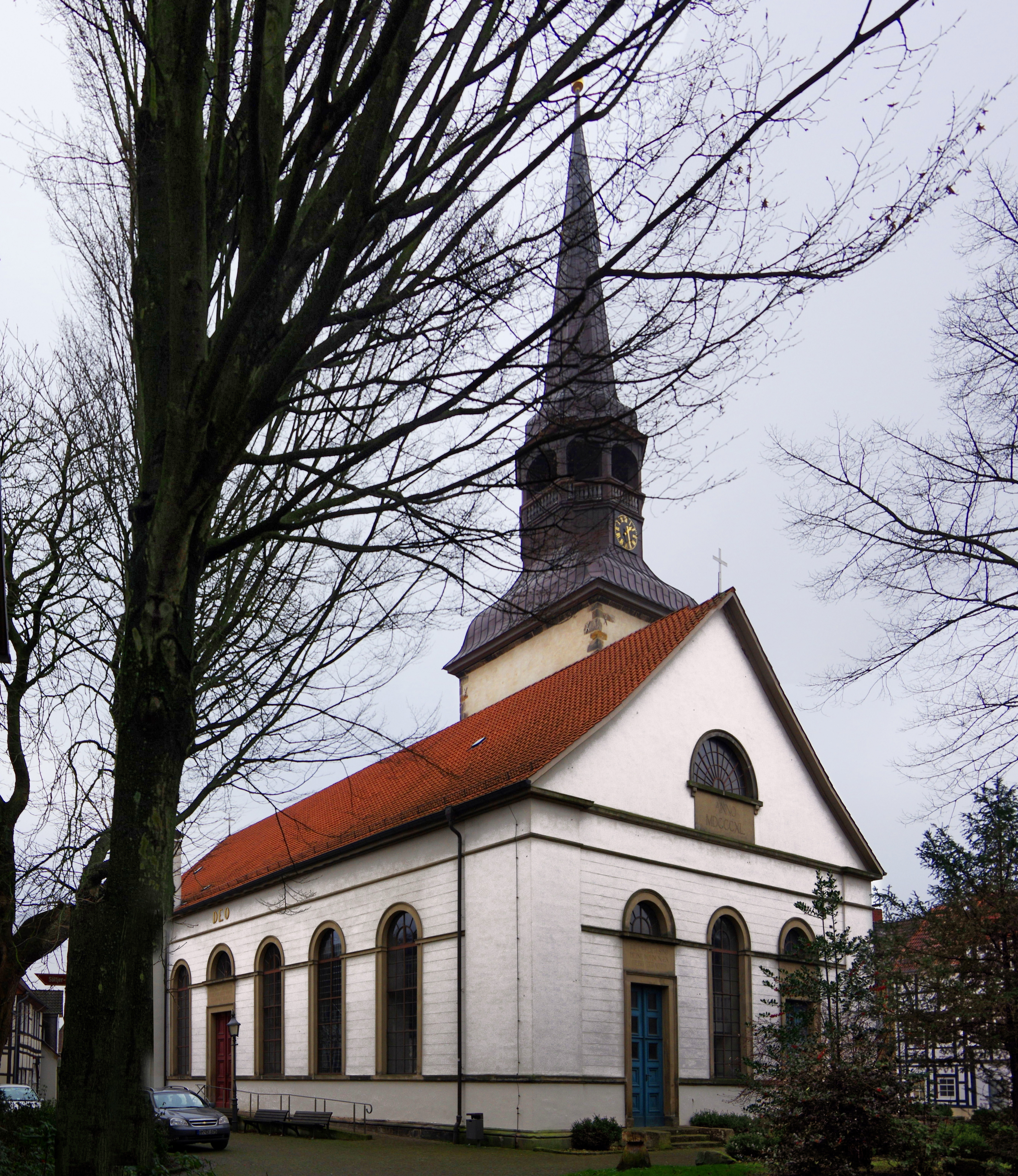
Klassizistisches Kirchenschiff

Die Petri-Pauli-Kirche ist die evangelisch-lutherische Hauptkirche von Bad Münder am Deister.

## Geschichte
Eine erste Kirche wurde vermutlich Mitte des 10. Jahrhunderts errichtet, als das Dorf Münder aus dem Missionsgebiet des Klosters Fulda in das Bistum Minden umgegliedert wurde. 1440 begann der Neubau einer gotischen Steinkirche mit massivem Wehr- und Glockenturm. Nach Zerstörung in der Hildesheimer Stiftsfehde (1519) wurde das Kirchenschiff instand gesetzt. Der Turm wurde in der heutigen Form 1528 wiedererrichtet.
Mit der Einführung der Reformation in Münder wurde die Kirche 1543 dem evangelischen Gottesdienstgebrauch übergeben.
Das Dach des Kirchturms wurde bei Sanierungsarbeiten 1751 barock umgestaltet und erhielt seine jetzige Form. Wegen zu geringer Kapazitäten wurde das spätmittelalterliche Kirchenschiff 1839 abgebrochen und unter der Leitung des Springer Baumeisters Wedekind durch einen klassizistischen Neubau ersetzt, der 1840 eingeweiht werden konnte. Die heutige Kirche ist gen Norden ausgerichtet.

Der gotische Turm blieb stehen. Er wurde 2005 bis 2009 in umfangreichen Baumaßnahmen unter Leitung von Constantin Anastasiou saniert. Spektakulär war die Abnahme (2005) und Wiederaufsetzung (2008) des Turmhelms mit Hilfe eines Kranes.

## Ausstattung

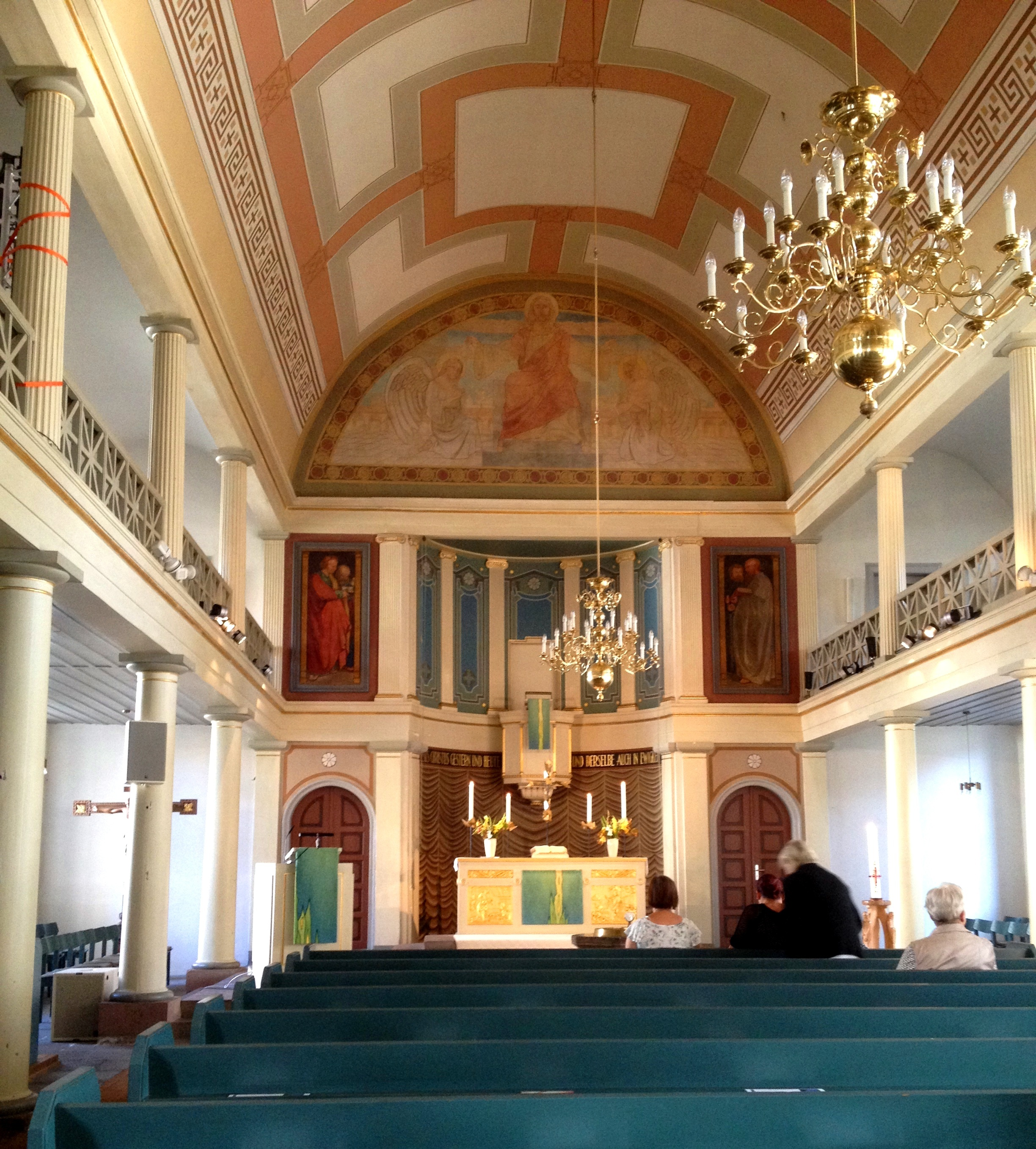
Inneres

Im Innern des Kirchenraums erfuhr der Altarbereich 1939 eine grundlegende Umgestaltung. Im Tympanon oberhalb des Altars wurde das Wandgemälde Jesus hält Gericht angebracht, das 1964 dem Zeitgeschmack entsprechend übertüncht wurde. Erst 1995 wurde bei einer neuerlichen Renovierung der Zustand von 1939 weitgehend wiederhergestellt.

### Orgel

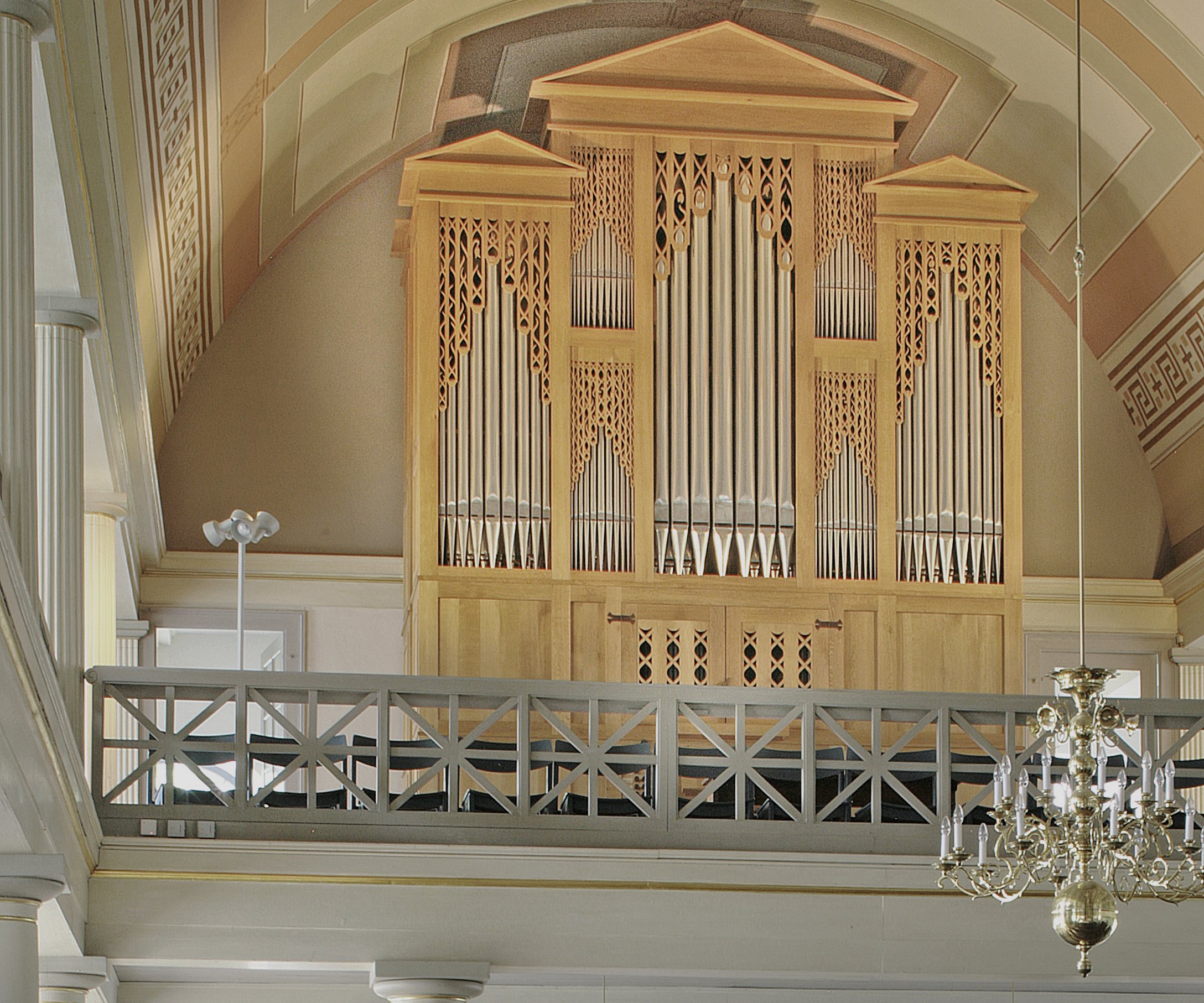
Rohlf-Orgel von 1989

Die Orgel wurde 1989 von dem Orgelbauer Johannes Rohlf erbaut. Das Instrument hat 22 Register auf drei Manualen und Pedal. Die Spiel- und Registertrakturen sind mechanisch.
| I Hauptwerk C–g3 |               |       |
| 1.               | Principal     | 8′    |
| 2.               | Rohrflöte     | 8′    |
| 3.               | Oktave        | 4′    |
| 4.               | Flöte         | 4′    |
| 5.               | Mixtur III–IV | 1 ⁄3′ |
| 6.               | Cornett IV    |       |
| 7.               | Trompete      | 8′    |
|                  | Cymbelstern   |       |

| II Basswerk C–g3 |           |        |
| 8.               | Bordun    | 16′    |
| 9.               | Holzflöte | 8′     |
| 10.              | Oktave    | 4′     |
| 11.              | Nasat     | 2 ⁄3′  |
| 12.              | Hohlflöte | 2′     |
| 13.              | Terz      | 1 3⁄5′ |
| 14.              | Oboe      | 8′     |
|                  | Tremulant |        |

| III Brustwerk C–g3 |             |       |
| 15.                | Holzgedackt | 8′    |
| 16.                | Rohrflöte   | 4′    |
| 17.                | Oktave      | 2′    |
| 18.                | Quinte      | 1 ⁄3′ |
| 19.                | Terz        | 4⁄5′  |
| 20.                | Krummhorn   | 8′    |
|                    | Tremulant   |       |

| Pedalwerk C–f1 |         |     |
| 21.            | Subbaß  | 16′ |
| 22.            | Posaune | 16′ |